# Kierownik gospodarczy (oświata)
Kierownik gospodarczy (kierownik administracyjno-gospodarczy) – kierownicze stanowisko pracy w jednostkach oświatowych.
Kierownik gospodarczy jest bezpośrednim przełożonym pracowników obsługi (konserwatorzy, woźni, sprzątaczki) oraz realizuje zadania z zakresu gospodarki inwentarzowej oraz inwestycji i remontów w szkole. W praktyce w szkołach można spotkać się ze stanowiskiem kierownika administracyjnego. Tymczasem stanowiska takiego nie znajduje się w wykazie w rozporządzeniu w sprawie wynagradzania pracowników samorządowych. Na taki brak wskazała Minister Rodziny i Polityki Społecznej. Uzupełnienie katalogu stanowisk w rozporządzeniu może zaś nastąpić jedynie przez jego nowelizację dokonaną przez Radę Ministrów.
Oznacza to, że w szkołach i placówkach samorządowych nie można zatrudniać na stanowisku kierownika administracyjnego i nie ma możliwości przyporządkowania kategorii zaszeregowania dla takiej osoby.
W małych szkołach, w których nie przewidziano stanowiska kierownika gospodarczego, jego zadania wykonuje zazwyczaj sekretarz szkoły.
Status prawny kierownika gospodarczego w szkołach prowadzonych przez jednostki samorządowe (w publicznych szkołach podstawowych i szkołach ponadpodstawowych) określa Ustawa o pracownikach samorządowych oraz Rozporządzenie Rady Ministrów w sprawie wynagradzania pracowników samorządowych.
Status prawny kierownika gospodarczego w szkołach prowadzonych przez ministrów (np. w państwowych szkołach artystycznych) określa Rozporządzenie Ministra Pracy i Polityki Społecznej w sprawie warunków wynagradzania za pracę i przyznawania innych świadczeń związanych z pracą dla pracowników niebędących nauczycielami, zatrudnionych w szkołach i placówkach oświatowych prowadzonych przez organy administracji rządowej oraz w niektórych innych jednostkach organizacyjnych.